# Église Sacra Famiglia de Rogoredo
L'église Sacra Famiglia de Rogoredo (en italien : Chiesa della Sacra Famiglia in Rogoredo) est une église catholique située à Milan en Italie.

## Localisation
L'église se situe dans le quartier de Rogoredo dans la banlieue sud-est de Milan.

## Historique
Au début de XIXe siècle, la croissance démographique de Rogoredo, due au développement industriel de la localité, appelle la création d'une nouvelle paroisse et la construction d'une nouvelle église. La pose de la première pierre du bâtiment, conçu par l'architecte Oreste Benedetti et l'ingénieur Antonio Casati, a lieu le 12 novembre 1905. Ces derniers avait aussi conçu l'église San Pietro in Sala, avec laquelle l'église de Rogoredo présente des analogies évidentes. L'église est ouverte partiellement au culte en 1907, achevée en 1911 et dotée d'un clocher seulement en 1921.

## Architecture
L'église présente un style éclectique. La façade en briques se compose de trois sections et est surmontée de quatre pinacles. Au-dessus du portail principal on trouve un fenêtre tripartite surmontée d'un arc.